# Barings Bank
Barings Bank var en anrik brittisk bank, som grundades 1770 av sir Francis Baring, som Baring Brothers & Co. Banken var under större delen av 1800-talet en av världens ledande bankirfirmor, särskilt betydelsefull som den under lång tid viktigaste förmedlaren av USA:s och Argentinas finansiella operationer i Europa. På grund av Argentinas betalningssvårigheter under senare delen av 1880-talet hotades banken 1890 av fullständigt sammanbrott under den så kallade "Baringkrisen". Barings bank räddades dock genom ingripande från Bank of England och ombildades samma år till aktiebolag. Banken gick i konkurs 1995, efter vidlyftiga spekulationer av Nick Leeson i Singapore. ING bank köpte Barings Bank för £ 1. Idag heter banken ING Barings.